# Résolution 160 du Conseil de sécurité des Nations unies
Membres permanents
- Chine (Taïwan)
- États-Unis
- France
- Royaume-Uni
- URSS

Membres non permanents
- Argentine
- Sri Lanka
- Équateur
- Italie
- Pologne
- Tunisie

Résolution no 159 Résolution no 161
La Résolution 160 est une résolution du Conseil de sécurité de l'ONU votée le 7 octobre 1960 concernant  le Nigeria et qui recommande à l'Assemblée générale des Nations unies d'admettre ce pays comme nouveau membre.

## Contexte historique
Le gouvernement du Royaume-Uni établit un statut légal pour la Compagnie royale du Niger en 1886. En 1900, ce territoire est découpé en plusieurs protectorats, et devient une colonie en 1914. En réponse au nationalisme montant après la Seconde Guerre mondiale, les Britanniques dotent le pays d'un gouvernement représentatif en 1951 puis d'une constitution fédérale en 1954.
En 1958, Taiwo Akinkunmi compose le drapeau nigérian.
Le Nigeria obtient son indépendance totale en 1960. Le pays est alors divisé en 3 régions disposant d'une large autonomie.  (issu de l'article Nigeria).
À la suite de cette résolution ce pays est admis à l'ONU le 7 octobre 1960 ,

## Texte
- Résolution 160 Sur fr.wikisource.org
- Résolution 160 Sur en.wikisource.org